# Gordon Cemetery (Mametz)
Gordon Cemetery is een Britse militaire begraafplaats met gesneuvelden uit de Eerste Wereldoorlog, gelegen in de Franse plaats Mametz (Somme). De begraafplaats ligt 1 km ten zuiden van het dorpscentrum en werd ontworpen door Arthur Hutton. Het terrein heeft een rechthoekig grondplan met een oppervlakte van 352 m². Het Cross of Sacrifice staat centraal opgesteld en de meeste grafzerken staan in twee concentrische halve cirkels rond dit kruis opgesteld. De begraafplaats wordt afgebakend door een lage bakstenen muur en haag. Het onderhoud wordt verzorgd door de Commonwealth War Graves Commission. Ongeveer 280 m noordwestelijker ligt de Devonshire Cemetery.
De begraafplaats telt 102 Britse gesneuvelden waarvan 5 niet geïdentificeerde.

## Geschiedenis
Op 1 juli 1916 (de eerste dag van de Slag aan de Somme) werd Mametz door de 7th Division veroverd op de Duitsers. Het nabij gelegen bos Mametz Wood werd een week later ontzet. De begraafplaats werd door de 2nd Gordon Highlanders aangelegd om hun doden van 1 juli te begraven in een vroegere ondersteuningsloopgraaf. Er liggen ook 2 artilleristen en 1 ongeïdentificeerde die sneuvelden op 8 juli 1916. Doordat de exacte ligging van de meeste slachtoffers niet meer te achterhalen was worden ze met Special Memorials herdacht.  

## Graven

### Onderscheiden militair
- korporaal George Cowe van de Gordon Highlanders werd onderscheiden met de Military Medal (MM). Hij wordt herdacht met een Special Memorial.

### Minderjarige militair
- J. Wright, soldaat bij de Gordon Highlanders was 17 jaar oud toen hij op 1 juli 1916 sneuvelde.